# Râul Pilcomayo
Râul Pilcomayo (în spaniolă: Río Pilcomayo) este un râu în partea centrală a Americii de Sud.

## Geografia
La 1100 km de lungime, este cel mai lung afluent vestic al Fluviului Paraguay. Bazinul său de drenaj are 270.000 kilometri pătrați. Debitul său mediu este de 200 de metri cubi pe secundă.

### Demografia
Bazinul hidrografic este "casa" a aproximativ 1,5 milioane de oameni: un milion în Bolivia, 300.000 în Argentina, și 200.000 în Paraguay.

## Istoria
Tribul indian nakotoi se află în regiunea de sud a Râului Pilcomayo, o regiune situată de-a lungul zonei centrale a râului în Paraguay (Kerr, 116).  Băștinașii acestui trib sunt descendenți ai extrem de renumitului "Redskin Tribe" (tribul pieilor roșii) (Kerr, 116).   Natokoi și-au tratat toți vecinii ca dușmani, mai ales triburile Tobas și Nimká, vecinii lor de la sud-vest și nord-est (Kerr, 116). Un război de guerillă a existat mult timp între triburi, izolând tribul de contactul direct cu coloniștii europeni la sfârșitul anilor 1800 (Kerr, 116). Oamenii acestui trib sunt, în general, înalți și slabi, construiți ca vânători sau războinici, în timp ce femeile sunt scunde în mărime (Kerr, 117). Tribul Natokoi se îmbracă într-un covor, fixat în jurul taliei (Kerr, 117).

## Galerie imagini

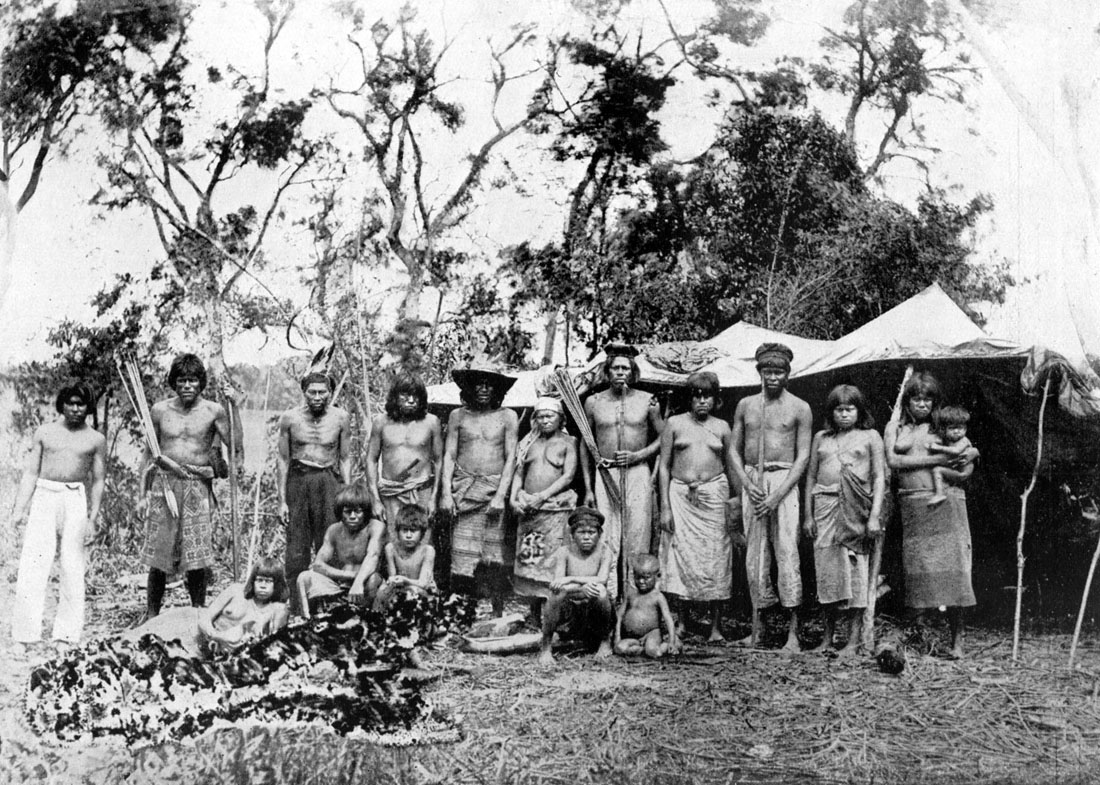
Tribul pequeña de tobas, 1892
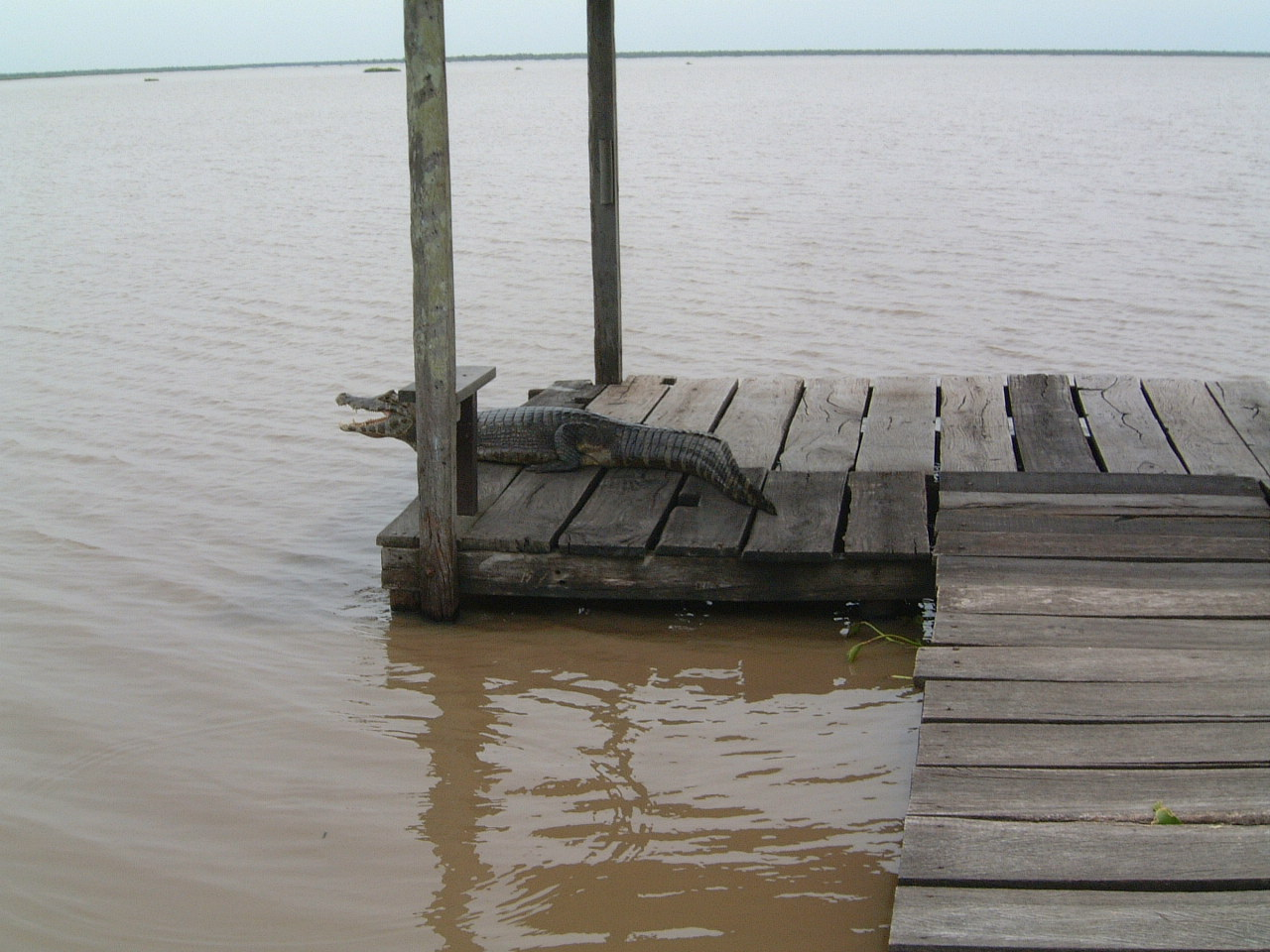
Argentina